# سایمون راسل بیل
سایمون راسل بیل بازیگر بریتانیایی و مورخ موسیقی است که دارای رتبه امپراتوری بریتانیا نیز است. وی در تاریخ ۱۲ ژانویه ۱۹۶۱ در کشور مالزی و در شهر پنانگ زاده شد. روزنامهٔ ایندیپندنت به وی لقب «بزرگترین بازیگر صحنهٔ نسلش» را داده‌است.

## اوایل زندگی
پدرش پیتر بیل و مادرش جولیا وینتر نام داشتند. وی در شهر پنانگ زاده شد، جایی که پدرش به عنوان پزشک در آنجا خدمت می‌کرد. چند عضو این خانواده پیشهٔ پزشکی داشته‌اند. سایمون برای نخستین بار در سن هشت سالگی به سمت هنر بازیگری کشیده شد، یعنی زمانی که در کلیسای جامع سنت پل به عضویت گروه سرودخوانی درآمده بود و در مدرسهٔ St Paul's Cathedral تحصیل می‌کرد.
وی برای اولین بار در سن ۱۴ سالگی نخستین نقشش را به روی صحنهٔ تئاتر اجرا نمود. وی در این تئاتر که اتلو نام داشت، نقش «دزدمونا» را ایفا نمود.

## زندگی شخصی
سایمون راسل بیل همجنسگرا است. در سال ۲۰۰۶ روزنامهٔ ایندیپندنت فهرستی از تأثیرگذارترین همجنسگرایان بریتانیایی منتشر نمود که وی در این فهرست رتبهٔ ۳۰ را داشت و نشان می‌داد که با توجه به فهرست سال قبل پیشرفت بیشتری کرده بود و در رتبهٔ بهتری ایستاده بود.

## فیلم‌شناسی
| سال     | عنوان                                                | توضیحات |
| ------- | ---------------------------------------------------- | --- |
| ۱۹۸۸    | یک تمرین بسیار غیرعادی                               | سریال تلویزیونی، اپیزود "Art and Illusion"                                                                      |
| ۱۹۹۲    | اورلاندو                                             | |
| ۱۹۹۲    | Downtown Lagos                                       | مینی سریال |
| ۱۹۹۳    | The Mushroom Picker                                  | مینی سریال |
| ۱۹۹۵    | Persuasion                                           | |
| ۱۹۹۶    | هملت                                                 | |
| ۱۹۹۷    | The Temptation of Franz Schubert                     | فیلم تلویزیونی                                                                                                  |
| ۱۹۹۷    | A Dance to the Music of Time                         | مینی سریال |
| ۱۹۹۹    | Blackadder: Back & Forth                             | |
| ۱۹۹۹    | یک شوهر مطلوب                                        | |
| ۱۹۹۹    | آلیس در سرزمین عجایب                                 | فیلم تلویزیونی                                                                                                  |
| ۲۰۰۲    | گردهمایی                                             | |
| ۲۰۰۳    | The Young Visiters                                   | فیلم تلویزیونی                                                                                                  |
| ۲۰۰۴    | Dunkirk                                              | نیمه مستند تلویزیونی                                                                                            |
| ۲۰۰۶    | John and Abigail Adams: America's First Power Couple | سریال تلویزیونی                                                                                                 |
| ۲۰۱۰–۱۱ | ام آی فایو                                           | سریال تلویزیونی                                                                                                 |
| ۲۰۱۱    | دریای آبی عمیق                                       | |
| ۲۰۱۱    | هفته‌ای که با مریلین گذراندم                          | |
| ۲۰۱۲    | Henry IV, Parts I & II                               | فیلم تلویزیونی، وی برای بازی در این فیلم برندهٔ «جایزهٔ آکادمی تلویزیون بریتانیا» برای بهترین بازیگر مکمل مرد شد. |
| ۲۰۱۴    | داستان عامه‌پسند                                      | سریال تلویزیونی                                                                                                 |
| ۲۰۱۴    | به سوی جنگل                                          | |
| ۲۰۱۶    | تارزان                                               | |
| ۲۰۱۷    | دخترعموی من ریچل                                     | |
| ۲۰۱۷    | مرگ استالین                                          | |
| ۲۰۱۸    | موزه                                                 | |
| ۲۰۱۸    | عملیات نهایی                                         | |
| ۲۰۱۸    | ماری ملکه اسکاتلند                                   | |
| ۲۰۱۹    | رادیو اکتیو                                          | |
| ۲۰۲۲    | ثور: عشق و تندر                                      | |